# ۶۱۸ (خورشیدی)
۶۱۸ ششصد و هجدهمین سال هجری خورشیدی است.